# Grazer Orpheum

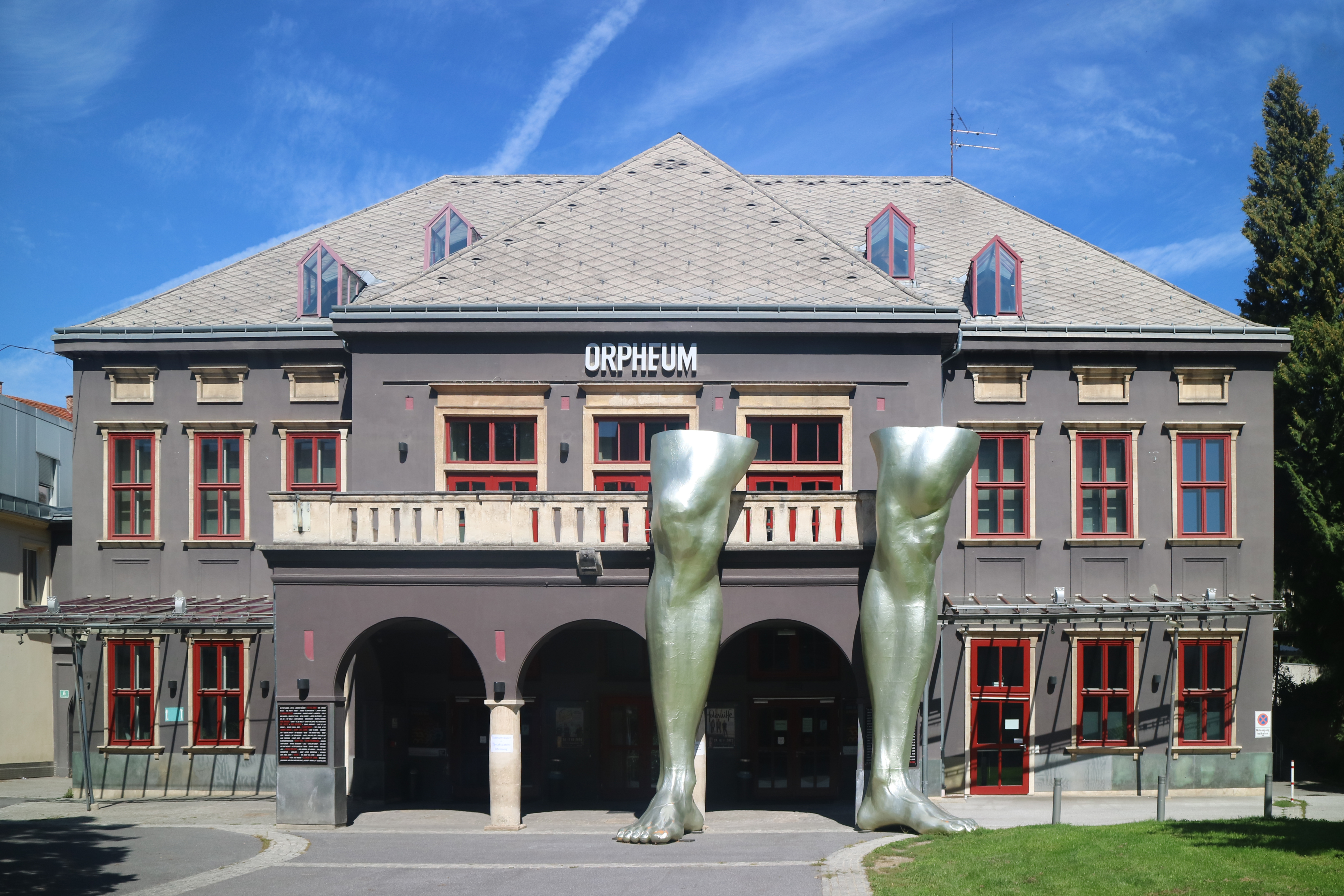
Grazer Orpheum (2020)

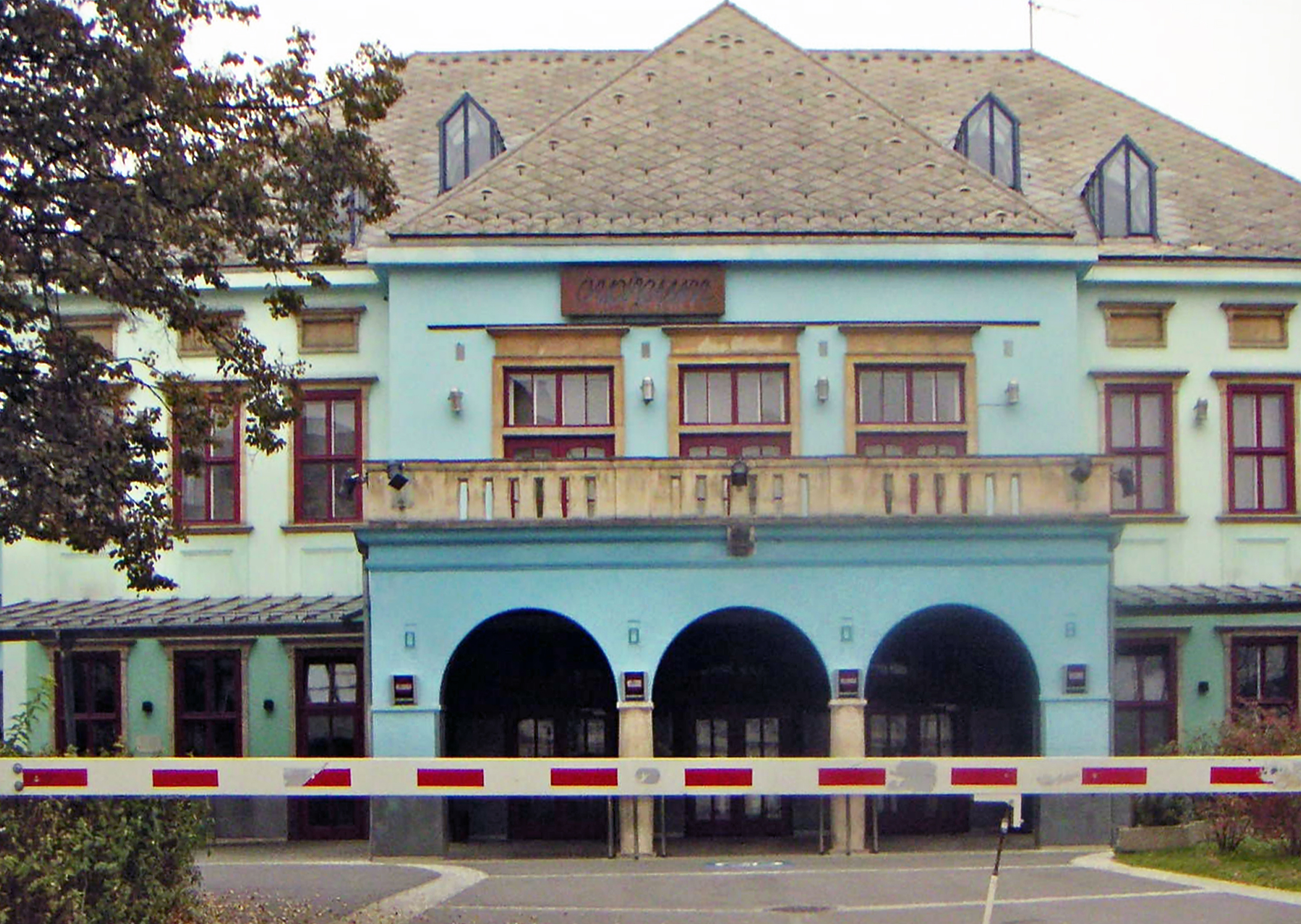
Grazer Orpheum (2005)

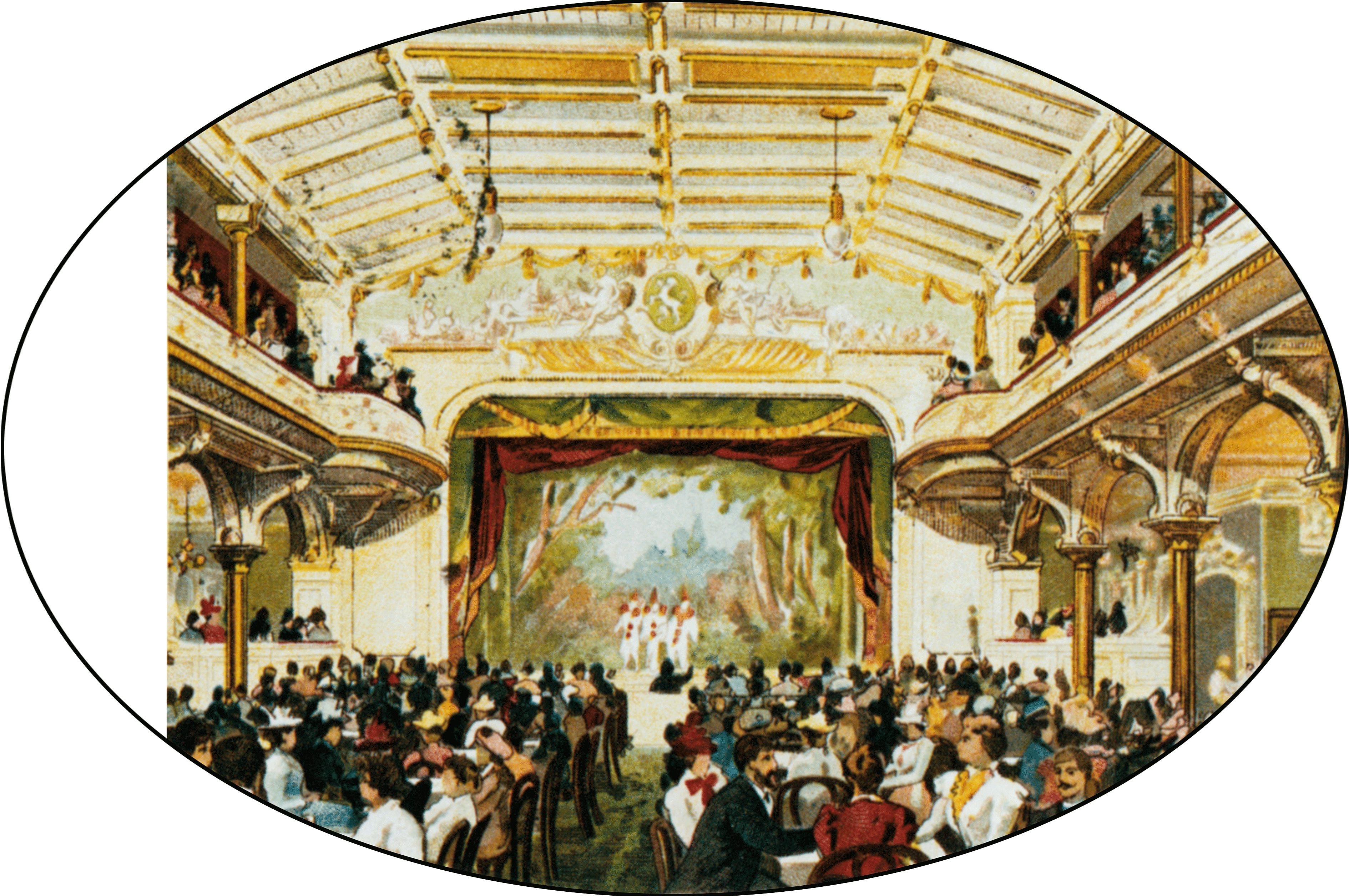
Der große Varietésaal des Orpheums um 1900

Das Grazer Orpheum im Bezirk Lend ist eine der ältesten Veranstaltungsstätten in Graz; es ist in dem Gebäude untergebracht, das 1950 an die Stelle des 1899–1936 bestehenden Grazer Varietés trat und neben der Schloßbergbühne Kasematten sowie dem Dom im Berg, Teil der 2008 gegründeten Grazer Spielstätten GmbH.

## Geschichte
Das Grazer Orpheum wurde 1950 an der Stelle des von 1899 bis 1936 aktiven, im Zweiten Weltkrieg zerbombten Grazer Varieté Orpheum erbaut, um ein neues Kabarett entstehen zu lassen. Wegen geringen Erfolgs verwarf man diese Pläne aber, das Gebäude wurde in eine große Grazer Kinokette eingegliedert. In den 1960er und 1970er Jahren wurde es thematisch zu einem – auch so benannten – „Haus der Jugend“ umgestaltet. Seit den frühen 1990er Jahren ist das Orpheum dem Kulturamt der Stadt Graz unterstellt.
Das Orpheum mit seinen zwei Sälen  bietet ein sehr abwechslungsreiches Programm aus Rock-, Pop- und Jazzkonzerten, Kleinkunst und Kindertheater. Ausstellungen ergänzen das Veranstaltungsangebot.
Das Grazer Orpheum gilt als die „Geburtsstätte“ des Circus Roncalli. Am 8. Oktober 1975 kündigten Bernhard Paul und André Heller, mit einer Reihe von Artisten aus bzw. vor einem am Orpheum-Vorplatz abgestellten Zirkuswagen agierend, ihr gemeinsames Projekt an.

## Veranstaltungsserien
- Newcomer, der größte Bandwettbewerb Südösterreichs; seit 1970 – nicht jährlich stattfindend
- Let’s spend the Night together – eine vorweihnachtliche Spendengala mit Überraschungsgästen – nicht jährlich stattfindend
- Montag – die wöchentliche Impro-Show des Theater im Bahnhof
- Grazer Kasperltheater – jeden Dienstag
- Kinder- und Jugendbühne Graz, jährlich im Herbst (Premiere) und Frühjahr (Wiederaufnahme) mit Märchenproduktionen im Orpheum
- seit 2014/15 – Premierenfeier- bzw. Saisonstartfestival (2015/16) im Herbst mit verschiedenen Bands als Auftakt-Festival
- Grazer Bluestage (seit Jänner 2016)
- HEAST! – Konzertreihe mit heimischer und europäischer Indie-, Pop- und Folkmusik[6]